# Emigrate (album)
Emigrate è il primo album degli Emigrate, pubblicato il 31 agosto 2007 in Europa, e il 3 settembre successivo nel resto del mondo.

## Il disco
L'album è stato pubblicato in due versioni, una standard e una in edizione limitata contenente 2 bonus tracks. Dall'album sono stati estratti i singoli My World, New York City e Temptation.

## Tracce
1. Emigrate - 4:07
2. Wake Up - 3:33
3. My World - 4:17
4. Let Me Break - 3:35
5. In My Tears - 4:34
6. Babe - 4:28
7. New York City - 3:28
8. Resolution - 3:42
9. Temptation - 4:13
10. This Is What - 4:38
11. You Can´t Get Enough - 4:03

### Edizione Limitata
1. Emigrate - 4:07
2. Wake Up - 3:33
3. My World - 4:17
4. Let Me Break - 3:35
5. In My Tears - 4:34
6. Babe - 4:28
7. New York City - 3:28
8. Resolution - 3:42
9. Temptation - 4:13
10. This Is What - 4:38
11. You Can´t Get Enough - 4:03
12. Blood - 3:34
13. Help Me - 3:15